# Гоцеделчевски говор
Гоцеделчевския говор (в миналото неврокопски по старото име на град Гоце Делчев) е български диалект, представител на западните рупски говори.
Говори се в района на Гоце Делчев. Граничи с разложкия говор от север, както и с няколко диалекта от родопската подгрупа на рупските говори.

## Характеристики
- Застъпници на стб. ѣ са ’а (пред твърда сричка) и ê (пред мека сричка): м’àстọ, р’àка, гол’ềми, д’ềт’е.
- Застъпник на стб. ѫ и ъ – винаги ъ: път’, сън’.
- Изговор на удареното o като уо дифтонг: куòн’ (кон), уòч’и (очи), гуòст (гост).
- Членна форма за м. р. под ударение -ъ и без ударение -ạ (полузатворено а): зъбъ̀ (зъбът), груòбạ (гробът).
- Интензивно използване на меки съгласни в края на думите: пет’, козèл’, нош’.